# Донателло (Черепашки-ніндзя)
Донателло (англ. Donatello), Дон (англ. Don) або Донні (англ. Donnie) — один з чотирьох головних героїв франшизи " Черепашки-ніндзя ". У більшості адаптацій Донателло другий/третій за старшинством серед братів-мутантів, а також заступник лідера в особі Леонардо . Головна особливість Донателло полягає у його геніальному інтелекті, завдяки якому він винаходить різні гаджети для членів команди та інші передові винаходи. Він поступається братам за силою, оскільки здебільшого покладається на науку та технології . У бою Донателло орудує палицею Бо.
Як і його брати, Донателло отримав своє ім'я на честь італійського художника Епохи Відродження, в даному випадку скульптора Донато ді Нікколо ді Бетто Барді. В оригінальних коміксах Mirage Studios він носив червону пов'язку, проте згодом його відмінним кольором став фіолетовий.

## Створення та концепція
Автори коміксів Кевін Істмен та Пітер Лерд познайомилися в Массачусетсі та розпочали роботу над спільними ілюстраціями. У 1983 році Лерд запросив Істмена переїхати до нього в Дувр, штат Нью-Гемпшир . У листопаді того ж року Істмен намалював черепаху в масці, яка стояла на двох задніх лапах і була озброєна нунчаками. Лерд намалював власний ескіз і додав до назви Ninja Turtles (рос. Черепашки-ниндзя) слова Teenage Mutant (рос. Подростки-мутанты) . Концепція пародіювала одразу кілька елементів, популярних у коміксах про супергероїв того часу: мутанти Uncanny X-Men, підлітки New Teen Titans та ніндзя Daredevil, у поєднанні з антропоморфними тваринами, такими як Качка Говард .
Працюючи над концепцією коміксу, Істмен та Лерд розглядали можливість присвоєння Черепахам японських імен, але натомість зрештою вирішили назвати їх на честь італійських художників епохи Відродження — Леонардо, Донателло, Мікеланджело та Рафаелем . Лерд зазначив, що імена були досить дивними і вписувалися в концепцію . Автори написали передісторію, посилаючись на інші елементи зірвиголови: як і Метт Мердок, Черепахи зазнали впливу радіоактивної речовини, а їх сенсей, Сплінтер, був натхненний учителем зірвиголови на прізвисько Стік .
Донателло — улюблена Черепашка-ніндзя Лерда .

## Біографія

### Mirage Comics
Одного разу в місті Нью-Йорк маленький хлопчик на ім'я Честер Менлі купив у магазині чотирьох маленьких черепах і, помістивши їх в акваріум, поніс до себе додому. Він став свідком дорожньо-транспортної пригоди, коли сліпий чоловік, який переходив дорогу, ледь не потрапив під вантажівку. У цей момент з машини вилетіла каністра з мутагеном, яка потім врізалася в акваріум з черепашками, внаслідок чого вони змиті в каналізацію. Їх виявила старий щур на ім'я Сплінтера, який недавно втратив свого господаря, майстра бойових мистецтв Хамато Йосі . Всі п'ятеро тварин підпали під вплив мутагена, що міститься в каністрі, що призвело до мутації в їх організмі і перетворення в чотирьох антропоморфних черепах і щура. Розуміючи, що люди не приймуть тих, хто відрізняється від них, Сплінтер дав притулок черепашок і почав жити разом з ними в каналізації. Навчавшись у свого майстра ниндзюцу, щур почав тренувати своїх прийомних дітей бойовим мистецтвам, а також дав кожному з них імена та індивідуальну зброю .
У ранніх чорно-білих коміксах Mirage Донателло був зображений як спокійна Черепашка. Незважаючи на те, що в коміксі не була представлена офіційна ієрархія, у перших випусках Дон виконував роль заступника лідера і був найближчим братом для Леонардо. У випуску #1 саме він убив Шреддера, збивши його з даху разом із гранатою. У випуску #2 докладно розкривалися особистості кожного з братів і, у випадку з Донателло, було показано, що він — технар, який паяв схему. У тому ж випуску Донні зазначив, що «знаком із деякими комп'ютерними системами» і допоміг Ейпріл О'Ніл деактивувати маузерів. Під час вигнання Черепах в заміському будинку Кейсі Джонса в Нортгемптон, Донателло був одержимий ремонтом і ремонтом безлічі зламаних речей на фермі. Днями та ночами він лагодив котел, щоб забезпечити свою сім'ю гарячою водою, а також будував вітряк та водяне колесо для проведення електрики. Виявивши стару друкарську машинку, Дон написав особисте кредо.
У своєму особистому ваншоті Донателло познайомився з художником на ім'я Кірбі (данина поваги художнику коміксів Джеку Кірбі), який мав таємничий кристал, що на короткий час пожвавлював малюнки художника. Разом з ним Донні вирушив у виміри, де мешкали творіння Кірбі і допоміг захисникам фортеці відбити напад монстрів .
У сюжетній лінії Shades of Grey Кейсі зустрів Донателло в ущелині, де той обмірковував «рекурсивну структуру природних зразків». Кейсі звинуватив Дона у хвастощі і у виставленні себе вище за інших. Донні запропонував йому продовжити розмову після того, як той заспокоїться. Схопивши палицю, заведений Кейсі почав безперервно тикати Черепаху, після чого Донателло вийшов із себе і скинув Кейсі у воду.
У сюжетній лінії City at War Черепахи повернулися до Нью-Йорка, щоб покласти край війні між фракціями клану Фут . Під час битви з Елітною гвардією Шреддера в руїнах антикварного магазину Донателло провалився крізь підлогу і зламав ногу. Побачивши, що ворожі ніндзя здолали їхнього союзника Караї і були готові вбити, Донателло схопив один із кулеметів Футов і кілька разів вистрілив до Еліти. Шокований подібним виявом насильства, Донні викинув гармату. Наприкінці історії Ейпріл і Кейсі повернулися до Нью-Йорка разом з іншими Черепашками за винятком Донателло, який вирішив залишитися в Нортгемптоні з майстром Сплінтером, щоб пройти курс лікування, а також обміркувати останні події. Зустрівшись із союзником Черепашек-ніндзя лінчевателем Ніхто, який перебував у цивільному образі, Дон повернувся разом з ним до Нью-Йорка, щоб допомогти своїм братам битися з Бакстером Стокманом .
У наступних випусках Донателло виявив у каналізації броньовану вантажівку, що залишилася там, мабуть, після пограбування банку в 60-х роках. Разом з Рафом і Кейсі Дон вирішив полагодити машину. Надалі Донні зголосився супроводжувати Утромов у місії на Тепуї з пошуку двох зниклих дослідницьких груп. На групу напали дивні дерев'яні творіння, які зменшили їх до мініатюрних розмірів. Істоти виявились Вранці, які влаштувалися в джунглях під час їхнього першого перебування на Землі і жили в таємниці, завдяки своєму Квантовому устрою перевизначення розмірів Інверсії, що могло змінювати їх розміри. Але процес зміни величини для Донателло виявився незворотним, внаслідок чого той залишився розміром із фігурку. Поки Утроми працювали над тим, щоб повернути йому колишню подобу, Донателло використав свою мініатюрність і проник на склад терористів. Він сконструював тіло робота, що нагадував черепаху, щоб полегшити собі пересування.
Дана версія Донателло з'явилася в анімаційному кросовері Черепашки назавжди 2009 року, де його озвучив Крістофер С. Адамс . За сюжетом, у їхню реальність потрапляють Черепашки-ніндзя з мультсеріалів 1987 і 2003 років, попереджаючи про небезпеку, що походить від Шреддера 2003 року, який має намір знищити мультивсесвіт Черепах. Потім Mirage Черепашки допомагають своїм аналогам, їхнім союзникам та ворогам у вирішальному протистоянні зі Шреддером.

### Image Comics
У коміксах видавництва Image, події яких розгортаються після закінчення 2-го тому Mirage, Донателло став кіборгом після того, як його тіло серйозно постраждало від пострілу та падіння з гелікоптера. Проте він зберіг позитивний настрій, незважаючи на те, що міг у будь-який момент збожеволіти, через кібернетичну половину. Донателло так і не повернувся до свого колишнього стану під час оригінальних коміксів Image. В результаті ЦП кіборга і розум Донателло часто конкурували за панування над тілом персонажа. Крім того, Донателло став більш агресивним, будучи в змозі вистрілити в кількох куноїті, не моргнувши й оком. У Urban Legends #25 весь рідкий метал був видалений з тіла Донні, проте металева оболонка, як і раніше, покривала органічну тканину його тіла.

### Archie Comics
Серія Teenage Mutant Ninja Turtles Adventures від видавництва Archie спочатку була адаптацією мультсеріалу 1987 року, через що Донателло практично не відрізнявся від версії з мультсеріалу. Проте сценаристи Стів Мерфі та Райан Браун привнесли до його образу кілька елементів із коміксів Mirage. Донателло мав чисте серце і невинну душу, що дозволило йому пройти через пекла неушкодженим. Група прибульців, що називає себе Сини Безмовності, вибрала Донателло, щоб поділитися з ним своєю мудрістю і той зміг телепатично спілкуватися з ними. Донателло був пацифістом, який ненавидів вдаватися до насильства.

### IDW Comics
У коміксах видавництва IDW Донателло та його брати були реінкарнаціями синів Хамато Йосі, які жили в середньовічній Японії та впали від руки Ороку Сакі. В даний час він був піддослідною черепахою в лабораторії StockGen Research, Inc. ", Що належала вченому Бакстеру Стокману. Якоїсь миті на лабораторію напали ніндзя з клану Фут, з метою розкрадання розробок Стокмана. Під час крадіжки черепахи, що розгорнулася, і їхній переродився в щура на ім'я Сплінтер батько були облиті мутагеном. Протягом наступних п'ятнадцяти місяців Донателло, Мікеланджело та Леонардо навчалися бойовим мистецтвам за програмою їхнього вчителя Сплінтера, а також безуспішно шукали свого втраченого брата Рафаеля. Зрештою їм вдалося виявити його місце розташування і врятувати від Старого Ікла, який матував бродячого кота. Незабаром після того, як брати привели Рафа додому, Донателло отримав індивідуальну фіолетову пов'язку.
Донателло ледь не загинув наприкінці випуску #44, коли він, Леонардо, Рафаель і Мікеланджело намагалися перешкодити Кренгу перетворити Землю за допомогою інопланетного пристрою під назвою Технодром. Коли інші були відсутні, Донателло залишився в штаб-квартирі, де на нього напали Бібоп і Рокстеді . Після нетривалого бою Рокстеді розбив панцир Донателло, мало не вбивши його . Під час інтерв'ю з IGN сценарист Том Вальц заявив, що Донні «не в змозі пережити таку жахливу травму, проте його шлях на цьому не закінчується» .

## Телебачення

### Мультсеріал 1987 року

Донателло у мультсеріалі " Черепашки-ніндзя " 1987 року.

У мультсеріалі 1987 Донателло озвучив Баррі Гордон, а в деяких серіях 1989 його замінив Грег Берг . У команді йому відведено роль генія, який винайшов такі речі як Черепаший фургон, Черепаший дирижабль та Черепаший передавач. З усіх чотирьох Черепашок він самий спокійний. Донателло винайшов безліч інноваційних речей, найбільш відомим з яких є портативний портал, здатний відкривати ворота в інші вимірювання, а також система раннього попередження про атаки, що насуваються, з інших вимірювань або з боку Кренга і Шреддера. Тим не менш, у деяких випадках винаходи Донателло виходили з-під контролю, через що Черепашкам-ніндзя доводилося розбиратися з наслідками.
У серії «Ніч Черепашок» Донателло, який пережив серйозну травму, Донні став крутим хлопцем, який використовує більш жорсткі методи ніж його брати і вважає за краще боротися зі злом поодинці. Він мав намір остаточно позбутися Шреддера. Вдягнувшись у новий костюм, що нагадує спорядження Бетменом, він створив альтер его Темна черепаха і почав боротися зі злочинністю, однак, отримавши аналогічну першу травму повернувся у свій колишній стан і допоміг Черепахам зупинити Трицератонів, що вторглися на Землю.
В анімаційному кросовері Черепашки назавжди 2009 року цю версію Донателло озвучив Тоні Салерно . За сюжетом, він та його брати потрапляють у світ Черепах 2003 року, де їм доводиться об'єднати зусилля, щоб запобігти руйнуванню мультивсесвіту від руки Шреддера 2003 року. Він дивує свого аналога з іншого всесвіту, створивши міжпросторовий із простого ліхтарика.
Гордон знову озвучив Донателло 1987 року в мультсеріалі «Черепашки-ніндзя» 2012 .

### Аніме 1996 року
У Teenage Mutant Ninja Turtles: Superman Legend 1996 Донателло озвучив Хіденарі Уґакі .

### Серіал 1997 року
У серіалі Черепашки-ніндзя: Наступна мутація роль Донателло виконав Річард Йі, в той час як Джейсон Грей-Стенфорд озвучив персонажа . Також Донателло з'явився в епізоді-кросовері «Час черепах» серіалу " Могутні рейнджери: У космосі " 1998 року, де його озвучив Езра Вайс .

### Мультсеріал 2003 року

Донателло у мультсеріалі " Черепашки-ніндзя " 2003 року.

У мультсеріалі " Черепашки-ніндзя " 2003 Донателло, озвучений Семом Рігелем, має суперечливу особистість, здебільшого будучи пацифістом. Він — флегматик, який з повагою ставиться до своїх співрозмовників і рідко виходить із себе. Він є найменш конфліктним членом команди та користується повагою серед решти Черепашок-ніндзя. Так, наприклад, Лео покладається на його інтелект, Раф хвалить за технічну підтримку, а Майки мимоволі стає випробувачем його творінь. Також він, як і інші діти Сплінтера, підтримує зі своїм сенсеєм телепатичний зв'язок, що видно із серії «Космічні загарбники. Частина 3». Він добре ладнає з Ейпріл, Кожеголовим і Фуджитоїдом, кожен з яких поділяє його інтерес до програмування та науки. У нього є друзі в особі безпритульних, зокрема він товаришує з їхнім ватажком на прізвисько Професор, на звалищі якого Донні знаходить корисні елементи для своїх винаходів. Як і його брати, Дон має власний кодекс честі та відчуває відповідальність за невинних людей, оскільки саме він забезпечив зцілення жертвам генетичних експериментів Шреддера у серії «Повернення до підземного світу».
У бою Донні використовує палицю Бо, а в 5 сезоні, під час навчання з Трибуналом Ніндзя спис Б'яко, за допомогою якого міг керувати вітром. Незважаючи на те, що Донні поступається своїм братам у майстерності, він компенсує цей недолік перевагою щодо інтелекту. Як було показано в серії «Історії про Лео» Дон з дитинства захоплювався конструюванням, у наступні роки розвиваючи інтерес до науки та машинобудування. В альтернативній реальності, представленій в епізоді «Те, чого ніколи не було», де Шреддеру вдалося поневолити землян, брати не змогли здобути перемогу через зникнення Донателло з їхнього світу. Опинившись у цьому світі, Дон надихнув Лео, Рафа, Майки та Ейпріл на штурм лігво Шреддера і саме він знищив їх найлютішого ворога. В іншій реальності з серії «Перевірка реальності», де Черепашки-ніндзя є супергероями, версія Донні носить ім'я Шелектро і має здатність маніпулювати електрикою.
У 4-му сезоні, під час епідемії мутантів у Нью-Йорку, Дон заразився вірусом, що викликало в його організмі повторну мутацію і призвело до перетворення на монстра. Брати виявилися безсилими без нього і були змушені звернутися за допомогою до агента Бішопа та Бакстера Стокмана. Разом з останнім Кожеголовий створив протиотруту, повернувши Донні колишній вигляд. У 6-му сезоні з'ясувалося, що в майбутньому Донателло спільно з Ейпріл і Кейсі створить компанію О'Ніл Тек, яка стане найбагатшою корпорацією в США. У 7-му сезоні, коли майстер Сплінтер був розщеплений на біти даних у кіберпросторі, Донателло зіграв провідну роль у порятунку сенсея.
В анімаційному кросовері «Черепашки назавжди» 2009 Донателло, знову озвучений Рігелем, брав участь у порятунку Черепашок 1987 від Пурпурних драконів. Донателло скептично ставився до винаходів свого аналога з 1987 року, який своєю чергою називав його «Містер чарівник». Разом із Черепашками 1987 року та Черепашками з коміксів Mirage, а також їхніми ворогами та союзниками Дон та його брати завдали остаточної поразки Шреддеру 2003 року, після чого всі брати-мутанти повернулися до рідних вимірів.

### Мультсеріал 2012 року
У мультсеріалі мультсеріалі 2012 від Nickelodeon Донателло озвучив Роб Полсен, який раніше озвучив Рафаеля в мультсеріалі 1987 . З усіх Черепашок він найвищий, має карі очі та щербинку в зубах. Він запальний, ніж минулі втілення, але гуманний і комунікабельний з людьми. З першого погляду закохався в Ейпріл О'Ніл. Перший час залишається незадоволеним через свою дерев'яну зброю, вважаючи, що брати, маючи залізну, перевершують її. Його зброя трансформується в нагінату . В альтернативному майбутньому, представленому у 5 сезоні, він помер, проте встиг перенести свій розум у тіло робота. Донателло вирушив у подорож пустками разом із Рафаелем.

### Мультсеріал 2018 року
У мультсеріалі " Еволюція Черепашок-ніндзя " 2018 року Дон, якого озвучив Джош Бренер, описується як «незворушний геній механіки та чарівник щодо технологій, чиї навички ніндзя поступаються тільки його талантам у програмуванні» . Тут Донні другий за старшинством із братів. Він більш впевнений, товариський і має саркастичне почуття гумору. У бою користується високотехнологічним палицею Бо. Як і його брати, Донателло розпочав своє життя як маленька черепаха у лабораторії барона Драксума. Бажаючи зробити солдат-мутантів, барон використовував ДНК Лу Джітсу, щоб перетворити Донателло на антропоморфну черепаху.
Бренер знову озвучив Донателло в однойменному анімаційному фільмі, події якого відбулися після закінчення мультсеріалу .

### Інші появи
- У концертному турі Coming Out of Their Shells 1990 року, де Черепашки-ніндзя були представлені як сформована музична група, Донателло грав на портативній електричній клавіатурі та клавішній гітарі.
- Американський співак Ерік Анзалоне озвучив Донателло у телевізійному спецвипуску We Wish You a Turtle Christmas 1994[12] .
- У телевізійному спецвипуску Turtle Tunes 1995 Донателло озвучив Річард Берг[12] .
- Кенан Томпсон озвучив Донателло в одному з епізодів Saturday Night Live[12] .
- Сет Грін, Брекін Мейєр і Зеб Уеллс озвучили Донателло в кількох випусках пародійного американського мультсеріалу Робоцип 2005[12] .
- Донателло з'явився в серіалі " Псих ", де його озвучили Кевін Шинник і Френк Велкер[12] .
- Баррі Гордон, який озвучив Донателло в мультсеріал 1987, знову озвучив персонажа в рекламі автомобілів марки Honda[18] . Раніше Гордон також озвучив Донателло в рекламах мереж ресторанів швидкого харчування Burger King та Chef Boyardee[12] .

## Кіно

### Класична квадрологія

Донателло у фільмі " Черепашки-ніндзя " 1990 року.

В екранізації 1990 Донателло зіграв Лейф Тілден, а озвучував Корі Фельдман . Донателло більш дбайливий, ніж у коміксах Mirage і мультсеріалі 1987 року, оскільки схильний жартувати пліч-о-пліч зі своїми братами. У першому фільмі Донателло не виявляє ознаки «вундеркінда» команди, хоча час від часу возиться з різними пристроями. Крім того, було показано, що він має великі знання в маловідомих темах, будучи фахівцем в Trivial pursuit . Він вибірковий при виборі бойових кличів, проте деякі варіанти, наприклад, "Босса-нова! ", викликають подив у очах інших. Після того як Рафаель був нокаутований членами клану Фут, Донні брав участь у відбитті нападу ворожих ніндзя на квартиру Ейпріл. Група була змушена втекти до заміського будинку їхнього нового союзника Кейсі Джонса і, після одужання Рафаеля, брати вирушили на порятунок Сплінтера, вступивши в бій з лідером Фут, Шреддером. У той час як Черепашки виявилися безпорадними у битві з ним, Ороку Сакі, проте, був переможений їх учителем Сплінтером.
У другій частині, прем'єра якої відбулася в 1991 році, Донателло знову зіграв Лейф Тілден, а озвучив Адам Корі, який замінив Фельдмана, який на той момент перебував у реабілітації. Він удосконалив антимутаген, який повернув Токку та Разара у їхній початковий стан. Як підтвердження інженерних здібностей було показано, як він зламує комп'ютер компанії TGRI. У фільмі Донателло надавав найбільшу емоційну підтримку своєму молодшому братові Мікеланджело.
У третьому фільмі, який вийшов у 1993 році, його грав Джим Ропоза, а Фельдман повернувся до озвучування . Донателло пояснює принципи роботи машини часу, що перенесла Черепах у феодальну Японію. Донні зазначив, що на місці кожного відправленого в минуле виникає інша людина, яка потрапляє до майбутнього. Разом з Леонардо та Рафаелем брав участь у порятунку Мікеланджело та допоміг зупинити контрабандиста Уокера, після чого повернувся додому.
З 1995 по 1997 роки Кевін Істмен працював над четвертим фільмом франшизи, який мав називатися або Черепашки-ніндзя 4: Нова мутація, або Черепашки-ніндзя 4: Повернення клану Фут. Пітер Лерд опублікував концепт-арт Донателло у своєму блозі . За задумом фільму Черепашки-ніндзя і Сплінтер зазнали вторинної мутації через те, що мутаген, що знаходиться в їхній крові, з роками привів до зміни зовнішнього вигляду героїв, а також дарував їм нові здібності. Крім того, у фільмі мав повернутися Шреддер, який відновлює авторитет клану Фут.
В анімаційному фільмі 2007 року його озвучив Мітчел Вінтфілд . Після того, як Сплінтер відправив Леонардо тренуватися до Південної Америки, команда розпалася і Донателло почав керувати лінією технічною підтримкою IT, щоб заробляти гроші для сім'ї. Після повернення Лео, Черепашки-ніндзя стають свідками битви клану Фут під керівництвом Караї та йєті-подібного чудовиська, проте залишаються у невіданні щодо цілей клану. Потім, під час порятунку захопленого кам'яними генералами Леонардо, вони дізнаються про особу магната Макса Вінтерса, який стоїть над генералами, насправді є стародавнім воїном на ім'я Юатль. Черепашки допомагають йому позбавитися свого безсмертя і знайти спокій. Зрештою, брати, знову ставши єдиною командою, повертаються на захист міста.
В 2007 Кевін Манро заявив, що хотів би зняти продовження мультфільму, в якому потенційно міг повернутися Шреддер . Манро запланував трилогію. Черепашки-ніндзя 2 мав стати вільною адаптацією арки City At War з оригінальних коміксів Mirage. За сюжетом, Мікеланджело відчував себе ізгоєм, через що приєднався до клану Фут, тоді як Черепахи вирушили до Японії, де мали зіткнутися з Караї і Шреддером.

### Дилогія-перезапуск
У фільмі- перезапуску " Черепашки-ніндзя " 2014 Донателло зіграв актор Джеремі Ховард . У цьому фільмі Донателло є мозком команди і значною мірою покладається на високотехнологічне обладнання та спорядження. Тут його зовнішній вигляд повністю відображає те, що він вчений: він покритий різними технічними пристроями, бо його зроблений з металу і може змінюватися в довжині, а на очах Донні носить оптичні окуляри. Також у нього є окуляри-бінокль, що сканують, які він носить на лобі і може одягнути на очі в будь-який момент. Саме Донателло зупиняє випущений над Нью-Йорком вірус Шреддера.
У фільмі " Черепашки-ніндзя 2 " 2016 року Ховард знову повернувся до ролі Донателло . Черепашки намагаються запобігти втечі Шреддера під час його перевезення до в'язниці, проте зазнають поразки. Леонардо дізнається, що виявлений ними мутаген здатний перетворити всіх чотирьох братів-мутантів на людей, після чого забороняє Донателло розповідати Рафу та Майки про це відкриття. Донателло визначає розташування деталей телепортуючого пристрою, необхідного Шреддеру. Разом з братами він успішно зупиняє Технодром, який прибув на Землю, керований Кренгом, за що отримує нагороду від імені поліції Нью-Йорка.

### Інші фільми
У фанатському фільмі " Кейсі Джонс " Донателло озвучив Поларіс Бенкс.
Донателло з'являється в анімаційному фільмі-кросовері під назвою " Бетмен проти Черепашок-ніндзя " 2019 року, де його озвучив Барон Вон . Він і його брати допомагають Бетмену, Робіну і Бетгерл зупинити Шреддера, який уклав союз з Ра'с аль Гулом та його Лігою Вбивць, щоб отруїти весь Готем-Сіті мутагеном.
Донателло з'явиться в майбутньому анімаційному фільмі Черепашки-ніндзя: Погром мутантів 2023 .

## Відеоігри
У перших відеоіграх, заснованих на мультсеріалі 1987 року, у Донателло найбільша дальність атак, проте його удари не такі потужні, як у Леонардо. Винятком є перша гра для NES, де Донателло завдавав найбільшої шкоди, а його атаки мали велику дальність, але були повільними.
Донателло став одним із гостьових персонажів у файтингу DC Comics Injustice 2 (2017) у рамках завантажуваного контенту «Fighter Pack 3», де його озвучив Корі Крюгер. Також його скін з'являється в іграх Smite (2014) та Brawlhalla (2017) . Як і інші Черепашки-ніндзя він став частиною ігор-кросоверів Nickelodeon Kart Racers (2018) та його продовжень, а також Nickelodeon All-Star Brawl (2021), поряд з іншими персонажами Nickelodeon .
Донателло завдає ударів середньої сили на повільній швидкості і високій дальності . Крім того, це перша офіційна гра в серії Teenage Mutant Ninja Turtles за мотивами мультсеріалу 1987, де Донателло озвучив Баррі Гордон .